# Platygaster juniperi
Platygaster juniperi är en stekelart som beskrevs av Macgown 1979. Platygaster juniperi ingår i släktet Platygaster och familjen gallmyggesteklar. Inga underarter finns listade i Catalogue of Life.